# پوکا سایا (آرکیپا)
پوکا سایا (به اسپانیایی: Puka Saya) یک کوه در پرو است که در Peru, Arequipa Region, Arequipa Province واقع شده‌است. پوکا سایا ۵٬۰۰۰ متر بالاتر از سطح دریا واقع شده‌است.